# Baptistenkirche (Potsdam)

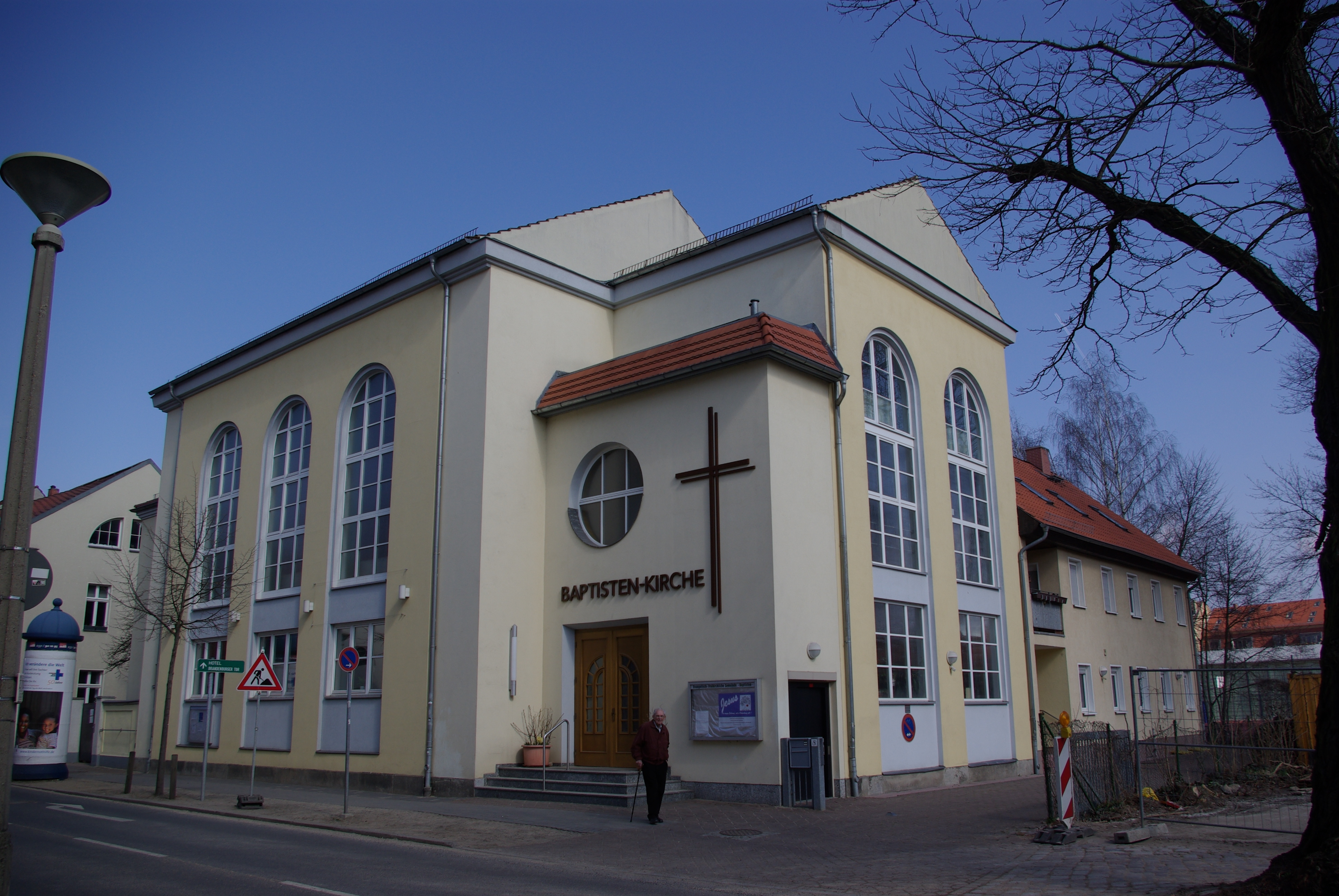
Baptistenkirche Potsdam

Die Baptistenkirche ist ein Kirchengebäude in der Schopenhauerstraße 8 in Potsdam. Das Gebäude wurde auf den Ruinen der kriegszerstörten Kirche des Großen Militärwaisenhauses errichtet.

## Geschichte
Die bestehende Tochtergemeinde der Gemeinde Berlin-Charlottenburg formierte sich am 22. Mai 1910 als selbständige Potsdamer Gemeinde. Am 2. Juli 1911 wurde ein eigenes Gemeindehaus in der Potsdamer Yorckstraße 4–5 eingeweiht. Hinter barocken Vorderhäusern wurde nach Entwürfen des Nowaweser Architekten Eduard Quednau ein neoklassizistischer Saalbau errichtet. Das Gemeindehaus wurde während des Zweiten Weltkriegs am 14. April 1945 durch fünf Bombentreffer zerstört. Nach mehreren Zwischenquartieren wurde der Gemeinde ein Grundstückstausch angeboten. Die Ruine des Gemeindehauses in der Yorckstraße wurde 1961 zu Gunsten des Neubaugebietes Zentrum Süd abgerissen.
Zwischen 1957 und 1960 wurde auf den Ruinen und mit den Steinen der im Krieg ebenfalls zerstörten Kapelle des Großen Militärwaisenhauses eine zweite Kirche errichten und im März 1960 eingeweiht. 1993 wurde sie durch einen modernen Anbau erweitert.

## Orgel

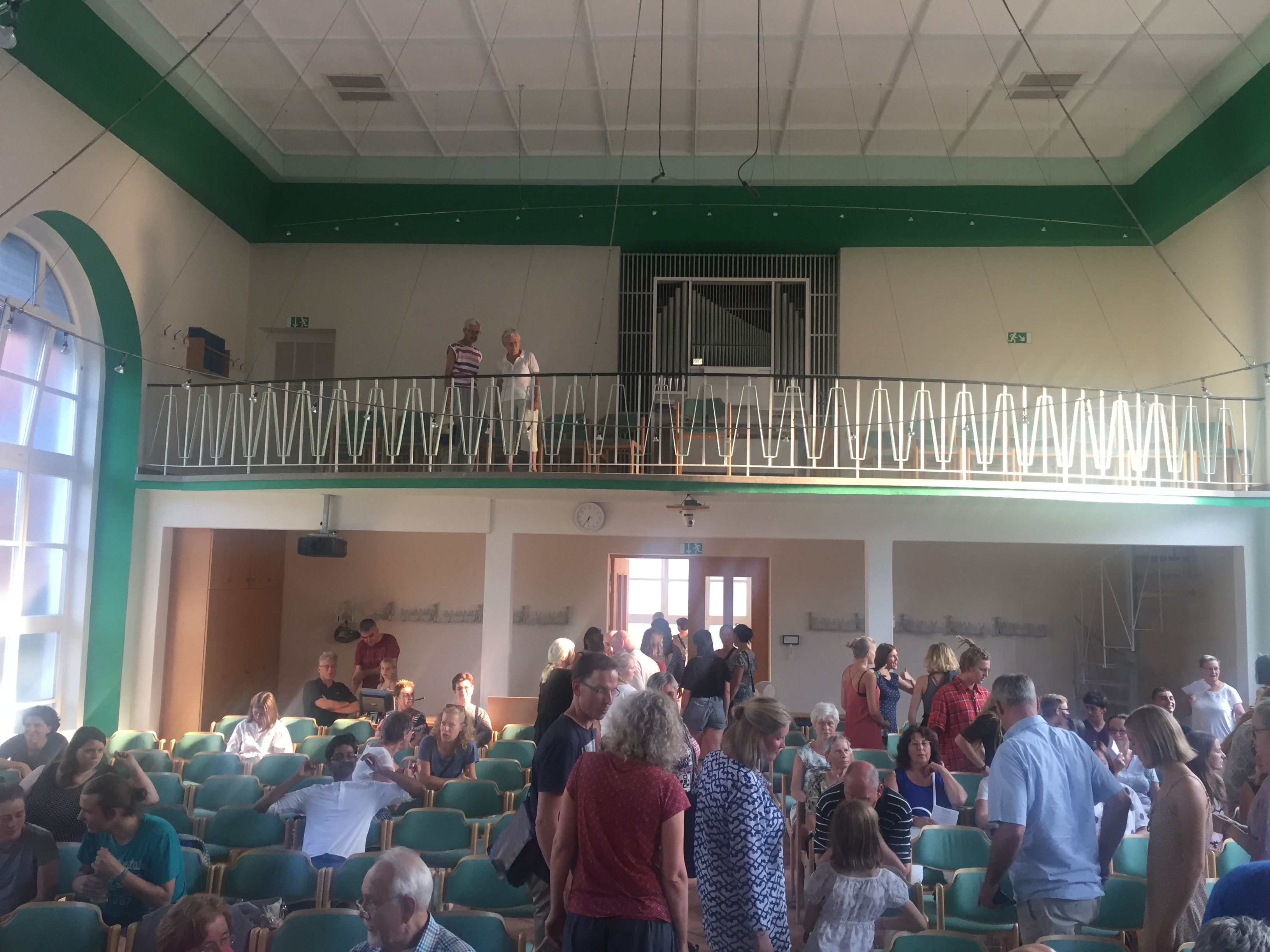
Orgelempore der Potsdamer Baptistenkirche

Die Orgel wurde 1973 von Alexander Schuke Potsdam Orgelbau als Opus 443 gebaut. Die Schleifladenorgel verfügt über 694 Pfeifen in 10 Registern auf zwei Manualen und Pedal.
| I. Manual C–g³ |    |
| Rohrflöte      | 8′ |
| Principal      | 4′ |
| Scharff 3-4f.  |    |

| II. Manual C–g³ |    |
| Holzgedackt     | 8′ |
| Spillpfeife     | 4′ |
| Principal       | 2′ |
| Tertian 2f.     |    |

| Pedal C–f¹ |     |
| Subbass    | 16′ |
| Gemshorn   | 4′  |
| Dulcian    | 8′  |

## Mit der Potsdamer Baptistenkirche verbundene Persönlichkeiten
- Michael Hirte[5]
- Edwin Peter Brandt